# Naturschutzgebiet Quellbachsystem Osterbach/Langefortsbach
Koordinaten: 51° 41′ 57″ N, 6° 47′ 14″ O
Das Naturschutzgebiet Quellbachsystem Osterbach/Langefortsbach liegt auf dem Gebiet der Gemeinde Schermbeck im Kreis Wesel in Nordrhein-Westfalen. Das aus drei Teilflächen bestehende Gebiet erstreckt sich westlich des Kernortes Schermbeck und östlich von Wachtenbrink, das zum Schermbecker Ortsteil Damm gehört. Durch das Gebiet hindurch verläuft die Kreisstraße 25, südlich verläuft die B 58 und fließen die Lippe und der Wesel-Datteln-Kanal.

## Bedeutung
Für Schermbeck ist seit 2002 ein etwa 90 ha großes Gebiet unter der Kenn-Nummer WES-075 als Naturschutzgebiet ausgewiesen. 